# Quetzaltenango (departman)
Quetzaltenango je departman u Gvatemali, površine 1,951 km² (1,211 mi²), s preko 690,000 stanovnika. 
Quetzaltenango graniči s departmanima Huehuetenango na sjeveru, Totonicapan i Solola na istoku, San Marcos na zapadu i Suchitepeques i Retalhuleu na jugu. Ime mu dolazi po pticama quetzal, poznatim po dugim raskošnim repovima (=zemlja kecala). 
Quetzaltenango se sastoji od 24 distrikta: Almolonga, Olintepeque, Cabricán, Palestina de Los Altos, Cajolá, Quetzaltenango, Cantel, Salcajá, Coatepeque, San Carlos Sija, Colomba, San Francisco La Unión Concepción Chiquirichapa, San Juan Ostuncalco, El Palmar, San Martín Sacatepéquez, Flores Costa Cuca, San Mateo, Génova, San Miguel Sigüilá, Huitán, Sibilia, La Esperanza i Zunil.
U Quetzaltenangu dominira čak 8 vulkana: Santiaguito (2,500 m), Lacandón (2,770 m), Chicabal (2,900 m), Cerro Quemado (3,197 m), Santa María (3,772 m), Siete Orejas (3,370 m), Santo Tomas o Pecul (3,505 m) i Zunil (3,542 m). Glavni vodeni tokovi su rijeke Naranjo i Samala. Govore se jezici: španjolski, quiche i mame.